# Water Boyy
Water Boyy es una película romántica BL y LGBT tailandesa dirigida en 2015 por Rachyd Kusolkulsiri. Protagonizada en sus roles principales por Anupart Luangsodsai, Beam Papangkorn, Nappon Gomarachun y Kitwiriya Natcharee, se trata de un drama juvenil ambientado en un equipo de natación de una escuela secundaria.
Debido a la positiva recepción de la película en 2017 Kusolkulsiri produjo y realizó una serie de televisión, con ampliaciones de las tramas y modificaciones en el elenco, titulada Water Boyy: The Series que también obtuvo una acogida favorable.

## Sinopsis
El Ocean High School, en el distrito de Hua Hin, es un moderno y popular instituto conocido por sus numerosos clubs especialmente el de natación. Integrado por un numeroso grupo de jóvenes divertidos y carismáticos en el equipo hay armonía y buena relación. 
Nam (Luangsodsai) es un guapo y atractivo nadador quien, pese a su falta de entrenamiento, es un habilidoso competidor. Popular en el instituto, le gusta la fiesta con sus amigos, mantiene relaciones informales con chicas y es un adicto al sexo y habitual consumidor de pornografía. Su éxito con las mujeres causa cierta envidia entre sus compañeros de equipo pero es un compañero amable y predispuesto a ayudar a los demás como por ejemplo a Nine (Ausavapat), un estudiante secretamente enamorado de él, que le pide ayuda para aprender a nadar. Sin embargo la relación de Nam con su padre Neung (Gomarachun), el entrenador del equipo, es tensa debido a la nueva relación que el entrenador mantiene con un nuevo novio, un joven también nadador, que se ha mudado a la casa donde viven el entrenador y el hermano menor de Nam.
Todo cambiará cuando un nuevo nadador, Muek (Papangkorn), es admitido en el equipo durante un periodo de tres meses antes de acceder a la Universidad. Por deseo del entrenador es alojado en la habitación de Nam con la petición expresa de cuidar de su hijo. La convivencia entre ambos jóvenes, que los obligará a vivir, dormir, comer y entrenarse juntos, pronto hará que Nam cambie de hábitos y sea más disciplinado. Poco a poco comienza a sugir el afecto entre ambos y Nam comenzará a proteger al afectuoso y simpático Muek. Sin embargo Muek tiene una novia, Nuna (Natcharee), una joven actriz popular entre los jóvenes de su edad.
Durante un campeonato de natación que se celebra en Chiang Mai Nam, Muek y Nuna coinciden en la ciudad. Lo que en un principio parecía una competición por saber quién corteja a la joven y acaba conquistando su corazón acabará derivando en que los dos jóvenes acaban admitiendo que su relación es un sentimiento que trasciende la amistad. Pese a los intentos de Nuna por conquistar a Nam, tras percatarse de los sentimientos de Muek, y al hecho de que Muek abandone el equipo y el instituto para mudarse a Bangkok, ambos jóvenes acabarán luchando por proseguir su relación sentimental ya en la Universidad. 

## Reparto
- Anupart Luangsodsai - Nam
- Beam Papangkorn - Muek
- Nappon Gomarachun - Entrenador Neung
- Kitwiriya Natcharee - Nuna
- Ausavaterakul Ausavapat - Nine
- Witsarut Himmarat - Karn
- Kan Srivalwit
- Jennie Panhan
- Maharavidejakorn Sita
- Hanwutinanon Nungira

## Recepción
La película obtiene valoraciones positivas en los portales de información cinematográfica. En IMDb con 165 valoraciones obtiene una puntuación de 6,1 sobre 10.
En mydramalist.com con 1.083 valoraciones obtiene una puntuación de 7,8 sobre 10.

"Después de ver algunos episodios de Water Boyy: The Series decidí escribir sobre esta película simplemente porque es mejor. Aun así esta película está lejos de ser perfecta. (...) La relación causa-efecto no siempre es evidente y, a veces, tenía problemas para entender las decisiones de los personajes. Dicho esto sigo pensando que vale la pena ver la película. Hay tiempo para la risa y tiempo para las lágrimas. Disfruté la mayoría de las escenas gracias a sus increíbles actores. Realmente creo que los actores son el mejor activo de Water Boyy especialmente Luangsodsai y Papangkorn que interpretan a los personajes principales. Simplemente me encanta su química, la forma en que se miran etc. Disfruté cada escena con ellos."
Crítica de Hiraki en mydramalist.com 